# Neurolepis villosa
Neurolepis villosa là một loài cỏ thuộc họ Poaceae.
Loài này chỉ có ở Ecuador.